# Kutno (gmina)
Pour les articles homonymes, voir Kutno (homonymie).
Kutno est une gmina (commune) rurale (gmina wiejska) du powiat de Kutno, dans la Voïvodie de Łódź, dans le centre de la Pologne.
Son siège administratif (chef-lieu) est la ville de Kutno, bien qu'elle ne fasse pas partie du territoire de la gmina.
La gmina couvre une superficie de 122,33 km2 pour une population de 8 357 habitants en 2006.

## Histoire
De 1975 à 1998, la gmina est attachée administrativement à la voïvodie de Płock.

Depuis 1999, elle fait partie de la voïvodie de Łódź.

## Géographie
La gmina inclut les villages et localités de :
- Adamów
- Adamowice
- Bielawki
- Boża Wola
- Byszew
- Byszew-Kaczyn
- Dębina
- Dudki
- Florek
- Franki Wroczyńskie
- Głogowiec
- Gnojno
- Grabków
- Julinki
- Kalinowa
- Kolonia Sójki
- Kolonia Strzegocin
- Komadzyn
- Kotliska
- Krzesin
- Krzesin-Parcel
- Krzesinówek
- Kuczków
- Leszczynek
- Leszno
- Malina
- Marianki
- Michałów
- Nagodów
- Nowa Wieś
- Nowe Sójki
- Nowy Gołębiew
- Nowy Gołębiewek
- Obidówek
- Piwki
- Podczachy
- Raciborów
- Ryków
- Sieciechów
- Siemiennik
- Sieraków
- Stanisławów
- Stara Wieś
- Stary Gołębiew
- Stary Gołębiewek
- Strzegocin
- Wierzbie
- Włosków
- Woźniaków
- Wroczyny
- Wysoka Duża
- Wysoka Wielka
- Żurawieniec

### Gminy voisines
La gmina de Kutno est voisine de:
- la ville de
  - Kutno
- et des gminy suivantes :
  - Daszyna
  - Krośniewice
  - Krzyżanów
  - Łanięta
  - Nowe Ostrowy
  - Oporów
  - Strzelce
  - Witonia

## Structure du terrain
D'après les données de 2007, la superficie de la commune de Kutno est de 122,33 kilomètres carrés, répartis comme telle :
- terres agricoles : 86 %
- forêts : 6 %

La commune représente 13,79 % de la superficie du powiat.

## Démographie
Données du 31 décembre 2014 :
| Description        | Total  | Total | Femmes | Femmes | Hommes | Hommes |
| ------------------ | ------ | ----- | ------ | ------ | ------ | ------ |
| Unité              | Nombre | %     | Nombre | %      | Nombre | %      |
| Population         | 8 417  | 100   | 4 231  | 50,3   | 4 186  | 49,7   |
| Densité (hab./km²) | 69     | 69    | 35     | 35     | 34     | 34     |